# البطولة الوطنية المجرية 1929–30
البطولة الوطنية المجرية 1929–30 (بالمجرية: 1929–1930-as magyar labdarúgó-bajnokság)‏ هو الموسم 27 من  البطولة الوطنية المجرية. أشرف على تنظيمه اتحاد المجر لكرة القدم، وكان عدد الأندية المشاركة فيه  12، وفاز فيه نادي أويبست.